# Achrioptera spinosissima
Achrioptera spinosissima är en insektsart som först beskrevs av Kirby 1891.  Achrioptera spinosissima ingår i släktet Achrioptera och familjen Phasmatidae. Inga underarter finns listade i Catalogue of Life.